# Armadillo Run
Armadillo Run è un videogioco per PC.
Lo scopo del gioco è fare arrivare un armadillo alla meta visualizzata da una sfera tramite l'utilizzo di materiali vari (gomma, barre di metallo, razzi ecc.) che servono per deviare il percorso dell'armadillo. La particolarità di questo gioco consiste nel fatto che sia la palla che i materiali rispettano alcune leggi della fisica (elasticità, forza di gravità ed altre) e molto spesso quindi il nostro obiettivo, raggiungere la palla, risulta difficile.
Inoltre nel costruire i supporti c'è una limitazione di denaro nei livelli di gioco e questa limitazione rende le cose assai più complicate.

## Livelli di gioco
Il gioco si snoda in 50 livelli di gioco preceduti da 12 livelli di tutorial e seguiti da 10 livelli extra sbloccabili solo salvando quantità di denaro definite nella storia principale. Non esiste una guida ufficiale su internet ai livelli, ma su YouTube si possono trovare molte soluzioni di vari giocatori.
Inoltre c'è la possibilità di creare livelli immensi con la modalità editor.